# Camp de Doullens
Le Camp de Doullens  était un camp d'internement administratif français situé dans la  Citadelle de Doullens, dans le département de la Somme. Créé en 1941, initialement pour l'internement de personnes s'étant rendues coupables de marché noir, il servit également de centre de détention pour les opposants politiques et les Juifs jusqu'en mars 1943.

## Historique
Le camp de Doullens est ouvert le 9 septembre 1941, sa création et son aménagement sont étroitement surveillés par les préfets des trois départements du Nord, du Pas-de-Calais et de la Somme. Le 31 mars 1943, le camp est évacué en totalité, les Allemands voulant en prendre possession pour y installer des commandos chargés d'effectuer des travaux sur le littoral. 215 détenus sont dirigés vers le camp de Pithiviers, 85 vers le Camp d'Écrouves près de Toul en Meurthe-et-Moselle, les détenus pour « marché noir » sont transférés au camp de Saint-Denis-lès-Sens dans l'Yonne.

## Caractéristiques

### Un camp de détention créé par l'Etat français
Le camp de Doullens a été créé et administré par des Français, la surveillance était effectuée par des gardiens français. Les conditions de détention y étaient très pénibles, la citadelle de Doullens étant un lieu très humide et les conditions sanitaires y étaient déplorables. Un témoin raconta : « Les conditions d'hygiène y sont abominables. Fréquemment, les fosses d'aisance, trop pleines, laissaient échapper leur contenu dans la cour. L'odeur qui s'en dégage est insupportable les jours de chaleur et attire des myriades de mouches et de moustiques ».

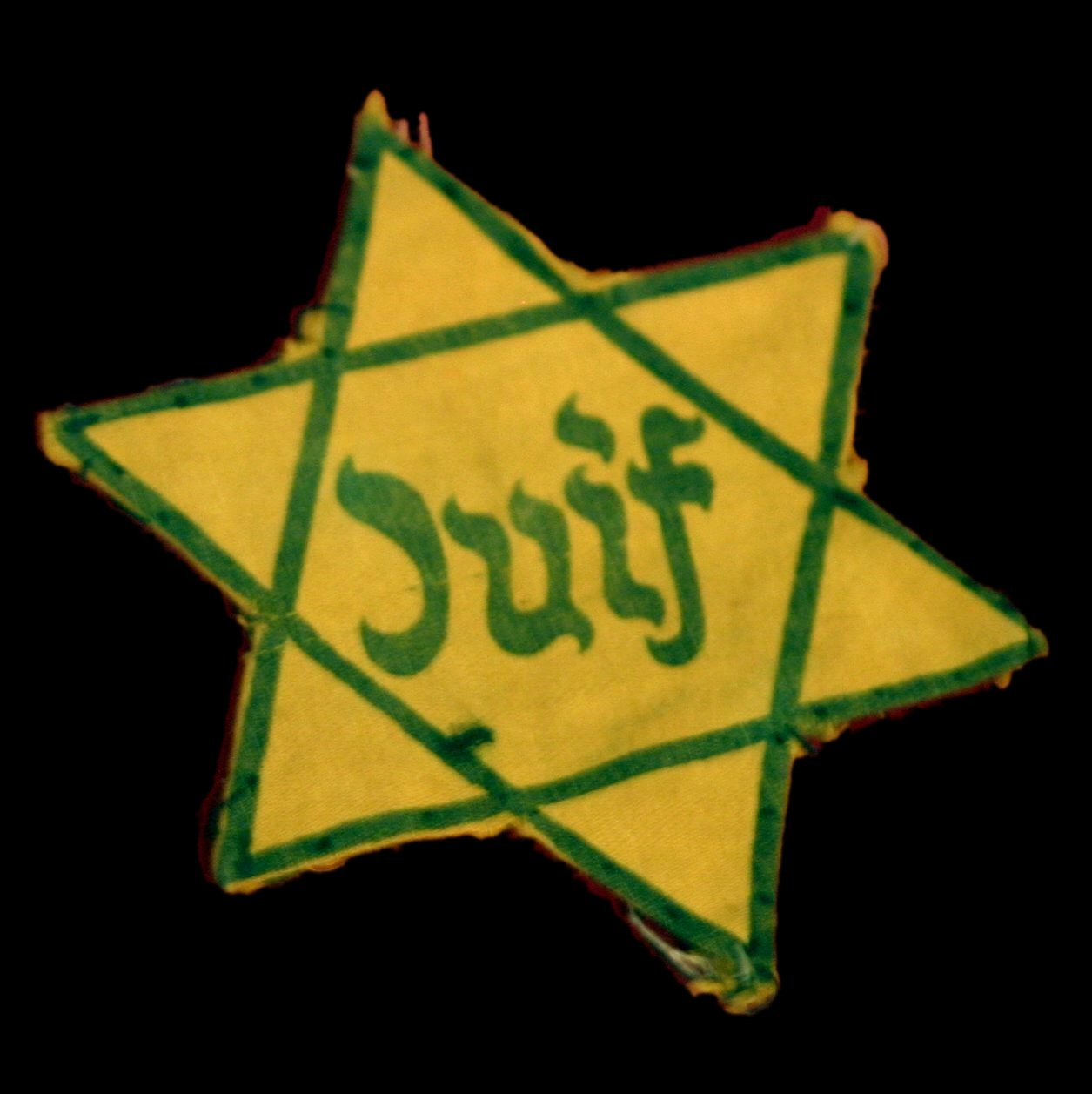
Étoile jaune dont le port fut imposé aux Juifs de la Zone occupée à partir du 7 juin 1942.

### Un lieu de détention de Juifs
En juin 1942, le nombre de détenus du camp s'élevait à 455 dont 85 seulement de la catégorie « marché noir ». Des Juifs demeurant à Paris, Lens, Lille et Roubaix furent internés à Doullens avant d'être transférés à la prison de Laon puis au camp de Drancy, le 21 juillet 1942. Originaires de Belgique, ces Juifs accompagnèrent à Drancy d'autres « Juifs étrangers ou apatrides » du département de la Somme raflés les 18 et 19 juillet 1942 par la gendarmerie française sur l'ordre du Sicherheitspolizei (S.P.K.) de Saint-Quentin.
Le camp détenait également des otages. Le président-fondateur de la Communauté juive d’Amiens, Léon Louria, industriel du textile fut interné au camp de Doullens à partir du 19 juin 1942, il était accusé d'activités anti-allemandes et d'aide au passage en zone non-occupée pour d'autres Juifs.

### Une situation sanitaire déplorable
Les soins dispensés à l'infirmerie étaient déplorables, un ancien détenu témoigna : « Quant aux malades, ils sont soignés, achevés devrait-on dire par un infirmier René C., qui est en même temps secrétaire de la LVF pour la Somme, c'est tout dire. Cette brute renseigne la direction du camp sur la conduite des hommes et ne signale pas les cas de maladie grave. C'est ainsi qu'un interné atteint de congestion pulmonaire est laissé au régime des rutabagas. Huit jours plus tard, il succombe dans d'atroces souffrances. Un autre malade atteint de tuberculose est considéré comme simulateur. Son état empirant, il est tout de même transféré à l'hôpital où il meurt des suites d'une phtisie galopante ».